# Bobby Massie
Bobby Massie (Lynchburg, 1º agosto 1989) è un giocatore di football americano statunitense che gioca nel ruolo di offensive tackle per i Denver Broncos della National Football League (NFL). Fu scelto nel corso del quarto giro (112º assoluto) del Draft NFL 2012 dagli Arizona Cardinals. Al college ha giocato a football a Mississippi.

## Carriera professionistica

### Arizona Cardinals
Il 6 gennaio 2012, Massie annunciò che avrebbe saltato l'ultimo anno di college con gli Ole Miss Rebels per rendersi eleggibile nel Draft NFL 2012. Considerato uno tra i migliori prospetti tra gli offensive tacke disponibili nel Draft, il 28 aprile 2012 il giocatore fu scelto nel corso del quarto giro dagli Arizona Cardinals. Nella sua stagione da rookie disputò come titolare tutte le 16 partite dell'anno.

### Chicago Bears
Nel 2016, Massie firmò con i Chicago Bears.

### Denver Broncos
Il 12 maggio 2021 firmò un contratto annuale con i Denver Broncos